# Ficicola
Ficicola is een geslacht van vliesvleugeligen uit de familie Pteromalidae. De wetenschappelijke naam van dit geslacht is voor het eerst geldig gepubliceerd in 1992 door Heydon.

## Soorten
Het geslacht Ficicola is monotypisch en omvat slechts de volgende soort:
- Ficicola flora (Girault, 1920)